# Tombolo della Giannella

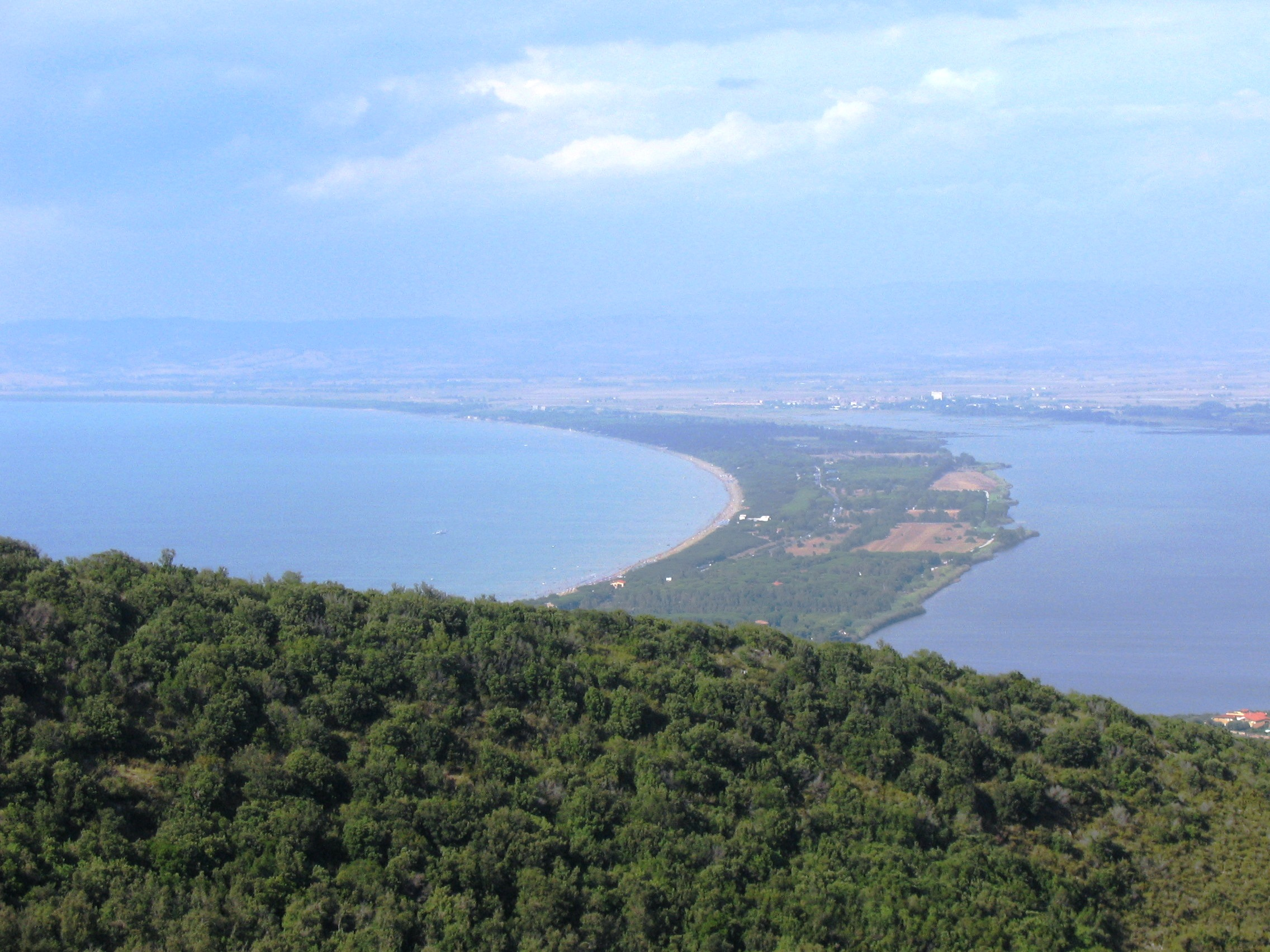
Il tombolo della Giannella visto dal Monte Argentario

Il tombolo della Giannella è una striscia di terra lunga circa 9 km e larga in media poco più di 300 metri, che va da Monte Argentario fino alla foce del fiume Albegna. È ubicato per tutta la sua estensione nel comune di Orbetello ed è bagnato a nord ovest dal mar Tirreno e a sud est dalla laguna di Orbetello di ponente.
La sua formazione risale a un periodo compreso tra i seimila e i quattromila anni fa e la si deve agli apporti detritici del fiume Albegna, tributario del mar Tirreno.
La spiaggia sabbiosa, che si estende per tutta la lunghezza del tombolo ed è riparata dai venti di scirocco, è meta del turismo estivo balneare, mentre le sue acque sono poco profonde.
Il tombolo è attraversato in senso longitudinale dalla strada provinciale 36 a cui si può accedere dalla via Aurelia in prossimità di Albinia.
È convenzionalmente divisa nelle zone di Santa Liberata, in prossimità del Monte Argentario e dove si trova la frazione di Giannella, Lido di Giannella, nella parte centrale e Saline, in prossimità del fiume Albegna.
In località Saline si trova una delle fortificazioni spagnole dell'antico Stato dei Presidii, il forte delle Saline e un altro edificio della stessa epoca, conosciuto come Casale Spagnolo. Nella stessa zona un tempo si trovavano le antiche saline, che hanno dato il nome al limitrofo centro di Albinia (dal latino albis = bianco).
È tagliata da due canali artificiali (canale di Fibbia e canale di Nassa) costruiti per garantire l'apporto di acqua marina alla laguna di Orbetello.